# Marija Kondrat'eva
Marija Aleksandrovna Kondrat'eva (in russo Мария Александровна Кондратьева?; 17 gennaio 1982) è un'ex tennista russa.

## Carriera
In carriera ha vinto un titolo di doppio, il Slovenia Open WTA nel 2010, in coppia con la ceca Vladimíra Uhlířová. Nei tornei del Grande Slam ha ottenuto il suo miglior risultato raggiungendo il secondo turno nel doppio all'Open di Francia nel 2010 e agli Australian Open nel 2011.

## Statistiche

### Doppio

#### Vittorie (1)
| Numero | Anno           | Torneo                       | Superficie | Compagna           | Avversarie in finale            | Punteggio        |
| 1.     | 25 luglio 2010 | Slovenia Open WTA, Portorose | Cemento    | Vladimíra Uhlířová | Anna Čakvetadze Marina Eraković | 6–4, 2-6, [10-7] |

#### Finali perse (3)
| Numero | Anno            | Torneo                                | Superficie  | Compagna           | Avversarie in finale           | Punteggio        |
| 1.     | 25 ottobre 2009 | Kremlin Cup, Mosca                    | Cemento     | Klára Zakopalová   | Marija Kirilenko Nadia Petrova | 2-6, 2-6         |
| 2.     | 11 aprile 2010  | Andalucia Tennis Experience, Marbella | Terra rossa | Jaroslava Švedova  | Sara Errani Roberta Vinci      | 4-6, 2-6         |
| 3.     | 1º agosto 2010  | Istanbul Cup, Istanbul                | Cemento     | Vladimíra Uhlířová | Eléni Daniilídou Jasmin Wöhr   | 4-6, 6-1, [9-11] |